# Клокот (Бихаћ)
Клокот је насељено мјесто у Босни и Херцеговини у општини Бихаћ које административно припада Федерацији Босне и Херцеговине. Према попису становништва из 1991. у насељу је живјело 705 становника.

## Становништво
| Националност       | 1991.        | 1981.        | 1971.        |
| Муслимани          | 703 (99,71%) | 621 (98,57%) | 570 (99,47%) |
| Југословени        |              | 6 (0,95%)    |              |
| Срби               |              | 1 (0,15%)    |              |
| Хрвати             |              | 2 (0,31%)    | 3 (0,52%)    |
| остали и непознато | 2 (0,28%)    |              |              |
| Укупно             | 705          | 630          | 573          |